# Альціон новобританський
Альціо́н новобрита́нський (Todiramphus albonotatus) — вид сиворакшоподібних птахів родини рибалочкових (Alcedinidae). Ендемік Папуа Нової Гвінеї.

## Опис
Довжина птаха становить 16—18 см, вага 22 г. У самців тім'я яскраво-синє, обличчя чорне, перед дзьобом біла пляма. Крила і хвіст темно-сині, решта тіла біла. Дзьоб чорний, знизу біля основи роговий, очі темно-карі, лапи сірувато-чорні. У самиць нижня частина спини і надхвістя темно-сині. У молодих птахів білі частини оперення мають охристий відтінок.

## Поширення і екологія
Новобританські альціони є ендеміками острова Нова Британія. Вони живуть у вологих рівнинних тропічних лісах, на узліссях і галявинах. Зустрічаються на висоті до 1000 м над рівнем моря. Живляться великими комахами, зокрема кониками і цвіркунами. Більшу частину часу новобританські альціони проводять у кронах дерев, однак шукають здобич у нижніх ярусах лісу. Сезон розмноження триває з серпня по жовтень.

## Збереження
МСОП класифікує стан збереження цього виду як близький до загрозливого. За оцінками дослідників, популяція новобританських альціонів становить від 2500 до 10 000 птахів. Їм загрожує знищення природного середовища.